# Felsengruppe Bühl

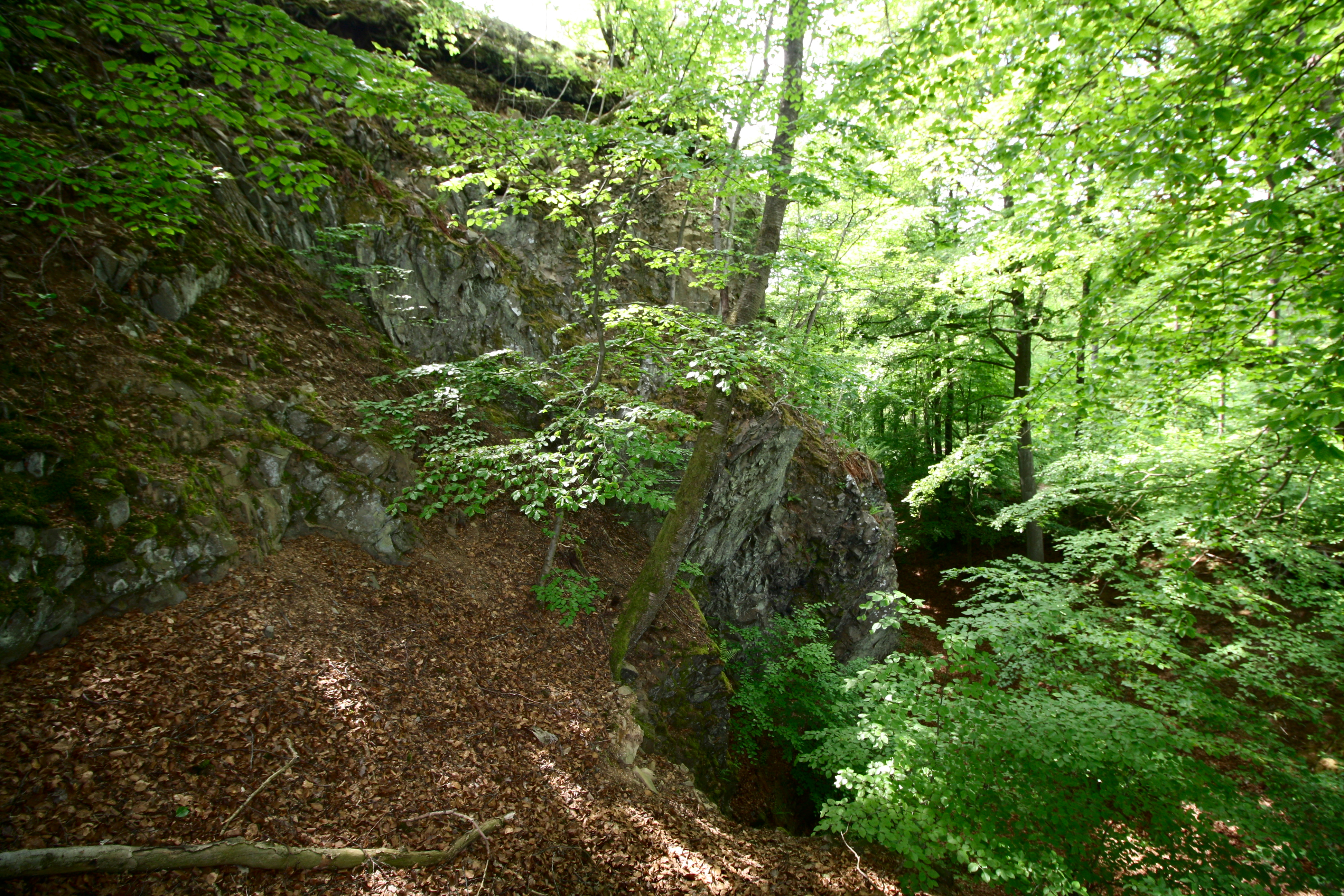
Naturdenkmal Felsengruppe Bühl

Die Felsengruppe Bühl, auch „Am Bühl“ oder kurz „Buehl“ bzw. „Felsengruppe“ genannt, ist ein Naturdenkmal im Unterwesterwald.
Die Felsengruppe liegt in der Gemarkung der Ortsgemeinde Hilgert, südöstlich der Ortslage zwischen der Landesstraße 307 (Kannenbäckerstraße) und der A 48. Sie wurde 1977 unter der Kennzeichnung „ND-7143-419“ als Naturdenkmal unter Schutz gestellt.